# ホイットニー家
ホイットニー家（Whitney Family）は、アメリカ合衆国において事業運営や投資、篤志活動、および競馬産業などを展開してきた名士の一族のひとつ。イギリスのロンドン出身で、マサチューセッツ州ウォータータウンに移り住んだジョン・ホイットニー（John Whitney、1592年 - 1673年）を祖とする。
一族の出身者には発明家のイーライ・ホイットニーなどがいるが、特に著名なものはアメリカ合衆国海軍長官を務めたウィリアム・コリンズ・ホイットニー（William Collins Whitney、1841年 - 1904年）を祖とするニューヨーク州を拠点とした一族であり、一族の実質的な創始者をウィリアム、またはその父ジェームズ・スカリー・ホイットニー（James Scollay Whitney、1811年 - 1878年）とする見方もある。
以下、ウィリアム以降のホイットニー家について解説する。

## ニューヨークのホイットニー家
マサチューセッツ州コンウェイ出身のウィリアムは、大学卒業後にニューヨーク市で弁護士として活動し始めた。その後事業者・政治家としても成功して巨額の資産を築き上げ、以後のホイットニー家の事業や投資への原動力となった。
ウィリアムの没後、長男であるハリー・ペイン・ホイットニーはヴァンダービルト家出身の芸術家ガートルード・ヴァンダービルトと結婚し、同家との関係を強化した。ガートルードは芸術家の保護に努め、またホイットニー美術館の創設にも携わるなど美術関連の篤志活動が多く、その息子であるコーネリアス・ヴァンダービルト・ホイットニーもその路線を引き継いだ。
また、ホイットニー家の面々はスポーツにも興味を示した。ウィリアムはポロの愛好家であり、息子のハリー、その子コーネリアスなどもポロ愛好家の一人であった。また、ペイン・ホイットニーの娘であるジョーン・ホイットニー・ペイスンはニューヨーク・メッツの創設に携わり、その初代オーナーとなっている。

## 競馬との関わり
ウィリアムは後年競馬に興味を示し、競走馬の所有のみならず生産牧場をも開設した。これ以後、ホイットニー家はアメリカ合衆国の競馬と1世紀以上に亘って深く関係していった。
ウィリアムはアメリカ・イギリスの2カ国で競走馬を所有し、そのうちイギリスでダービーステークスに勝っている。ウィリアムの死後、その競馬関連の資産は子孫に受け継がれ、ホイットニー家はアメリカの競馬史における重要な馬主、および生産者として名を馳せた。その貢献に対する評価は高く、1928年にはホイットニー家を記念したホイットニーステークスがサラトガ競馬場に創設されている。
1950年、ウィリアムの孫に当たるコーネリアス・ヴァンダービルト・ホイットニーはニューヨークのサラトガ・スプリングズにアメリカ競馬名誉の殿堂博物館を創設し、その初代館長として就任した。以後同博物館はアメリカの競馬における殿堂として機能し、功績のあった競走馬や騎手、調教師らを表彰する殿堂選考を行うようになった。ホイットニー家の生産馬・所有馬も数多く殿堂入りしており、代表的な馬にリグレットやエクイポイズ、トゥエンティグランドなどがいる。

## 主なホイットニー家の人物
- ジェームズ・スカリー・ホイットニー（James Scollay Whitney、1811-1878）
- ヘンリー・メルヴィル・ホイットニー（Henry Melville Whitney、1839-1923） - ジェームズの長男
- ウィリアム・コリンズ・ホイットニー（William Collins Whitney、1841-1904） - ジェームズの次男
- ハリー・ペイン・ホイットニー（Harry Payne Whitney、1872-1930） - ウィリアムの長男
- （ウィリアム）ペイン・ホイットニー（William Payne Whitney、1876-1927） - ウィリアムの次男
- ポーリン・ペイン・ホイットニー（Pauline Payne Whitney、1874-1916） - ウィリアムの長女
- ドロシー・ペイン・ホイットニー（Dorothy Payne Whitney 、1887-1968） - ウィリアムの次女（オスカー女優ベアトリス・ストレイトの母）
- フローラ・ペイン・ホイットニー（Flora Payne Whitney、1897-1986） - ハリーの長女
- コーネリアス・ヴァンダービルト・ホイットニー（Cornelius Vanderbilt Whitney、1899-1992） - ハリーの長男
- ジョーン・ホイットニー・ペイスン（Joan Whitney Payson、1903-1975） - ペインの長女
- ジョン・ヘイ・ホイットニー（John Hay Whitney、1904-1982） - ペインの長男
- リチャード・ホイットニー（Richard Whitney、1888-1974）

### 主なホイットニー家の配偶者
- ガートルード・ヴァンダービルト（Gertrude Vanderbilt、1875-1942）
- マリー・ルイス・シュローダー（マリールー・ホイットニー Marie Louise Schroeder、1925-）
- マリー・エリザベス・ホイットニー・パーソン・タピット（リズ・ホイットニー・タピット Mary Elizabeth Whitney Person Tippett、1906–1988）